# Angélique de Bruijne
 (février 2019).
Si vous disposez d'ouvrages ou d'articles de référence ou si vous connaissez des sites web de qualité traitant du thème abordé ici, merci de compléter l'article en donnant les références utiles à sa vérifiabilité et en les liant à la section « Notes et références ».
Pour les articles homonymes, voir De Bruijn.
Angélique de Bruijne, née le 15 juin 1973 à Terneuzen,,,,, est une actrice néerlandaise.

## Filmographie

### Cinéma
- 1996 : De Zeemeerman (nl) : Suzy
- 1996 : Mortinho por Chegar a Casa (nl) : Tina
- 1998 : Los taxios : Sofie (court-métrage)
- 2000 : Lek : La femme de Jack
- 2000 : Het negende uur (nl) : La secrétaire
- 2000 : Wilde Mossels (nl) : Janine
- 2000 : De zwarte meteoor (nl) : La voisine
- 2001 : De zone : Amanda (court-métrage)
- 2002 : Snapshots : La serveuse sur le bateau
- 2005 : Het mysterie van de sardine (nl) : Prudence
- 2009 : De indiaan : Tjitske
- 2009 : Summertime : Anouk (court-métrage)
- 2011 : Webcam (nl) : Germa
- 2016 : Tonio (nl) : L'infirmière de maternité

### Télévision

#### Séries télévisées
- 1996 : Consult : Natasja Verolme
- 2001 : Spangen (nl) : Angelique Verdonk
- 2001 : SamSam (nl) : Tess de Graaff
- 2002 : Hartslag : Sjoukje Raaymakers
- 2003 : Russen (nl) : Chantal
- 2008 : Keyzer & De Boer Advocaten : Paula Heijmans
- 2008 : Jardins secrets : Danielle
- 2009 : De co-assistent (nl) : Inge Bart
- 2011 : Flikken Maastricht : Sofie Jonkers
- 2013 : Van Gogh; een huis voor Vincent : Margot Begeman
- 2013 : Overspel (nl) : L'assistante sociale
- 2016 : Flikken Rotterdam (nl) : Meerthe Hannema
- 2016 : Moordvrouw : L'agent Debbie
- 2018 : SpangaS : Kees Baars
- 2019 : Grenslanders (nl) : Carine Biegel

#### Téléfilms
- 1996 : Marrakech (nl) : Doreen
- 2003 : www.eenzaam.nl : Tanja
- 2004 : Drijfzand (nl) : La coiffeuse
- 2010 : Overmorgen : Agnes